# Franz Xaver Schleuniger
Franz Xaver Schleuniger (* 17. September 1810 in Klingnau, Kanton Aargau; † 19. Januar 1880 ebenda) war ein Schweizer Geometer und Unternehmer.

## Leben und Werk
Schleuniger stammte aus einem alteingesessenen Klingnauer Bürgergeschlecht, das seit Generationen das Schreinerhandwerk ausübte. Schleuniger betätigte sich zuerst ebenfalls in diesem Handwerk, erlernte daneben aber auch den Beruf des Geometers und war bis Mitte der 1850er-Jahre als solcher tätig.
Anschliessend begann er in einer alten Mühle, später in einer kleinen, selbst erbauten Furnierfabrik am Mühlekanal dünne Brettchen aus exotischen Edelhölzern zu schneiden. Schleuniger produzierte ab 1857 Furniere aus echtem Zedernholz, wobei vor allem Zigarrenfabrikanten zu seinen Kunden gehörten.
Da wegen des Deutsch-Französischen Krieges die Lieferungen der Zigarrenkistchen aus Deutschland ausblieben, erweiterte Schleuniger seinen Betrieb und konnte so den Engpass überbrücken. Zudem konstruierte er Werkzeugmaschinen, insbesondere Sägen. In den späteren Jahren gliederte Schleuniger auch die durch andere Initianten in Klingnau eingeführte Rohrmöbelindustrie seinem Unternehmen an. Als angesehener Bürger von Klingnau wählten die Einwohner Schleuniger zu ihrem Friedensrichter.